# Castanopsis cuspidata
Castanopsis cuspidata är en bokväxtart som först beskrevs av Carl Peter Thunberg, och fick sitt nu gällande namn av Ernst Max Schottky. Castanopsis cuspidata ingår i släktet Castanopsis och familjen bokväxter. Inga underarter finns listade.

## Bildgalleri

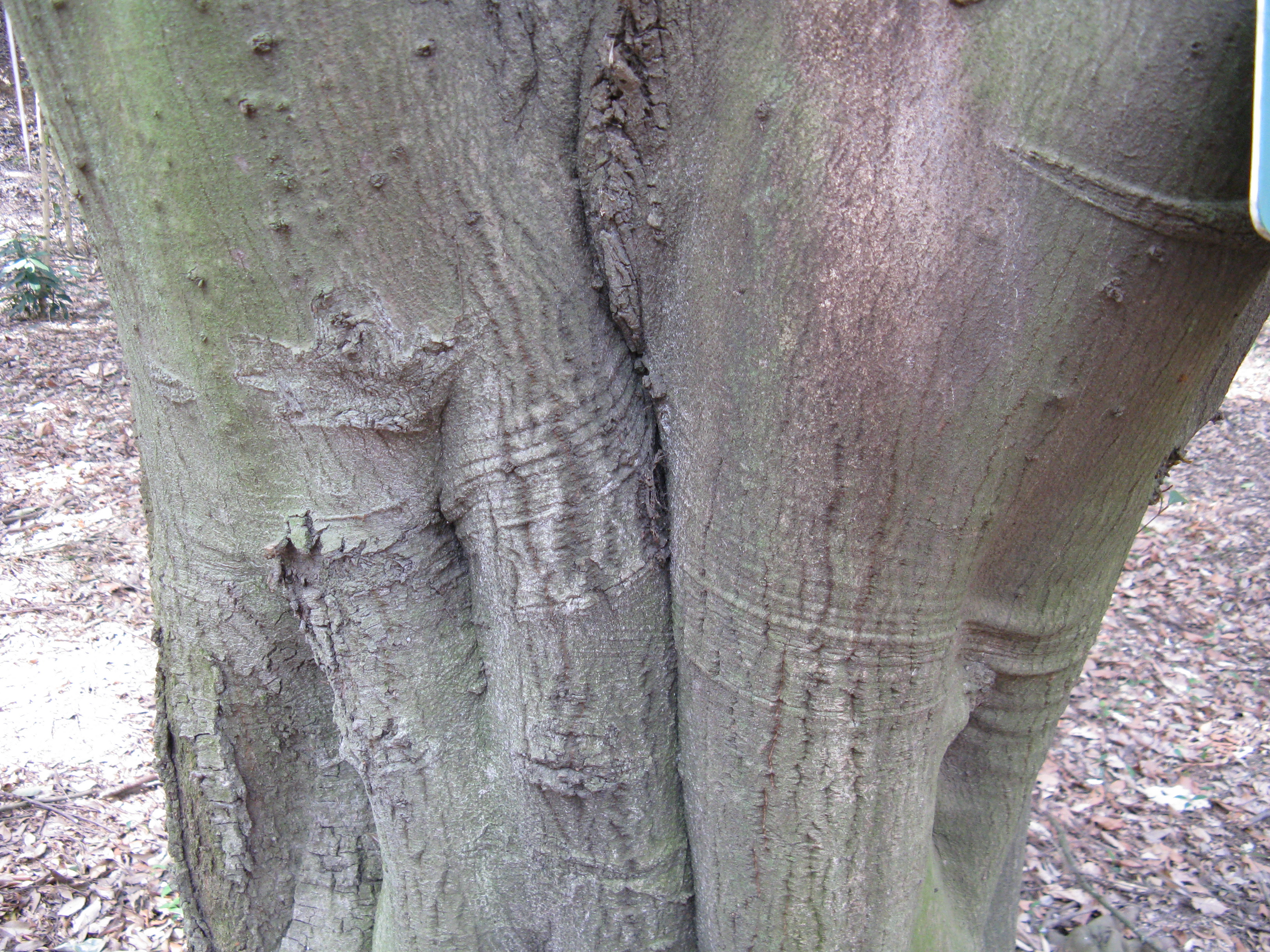
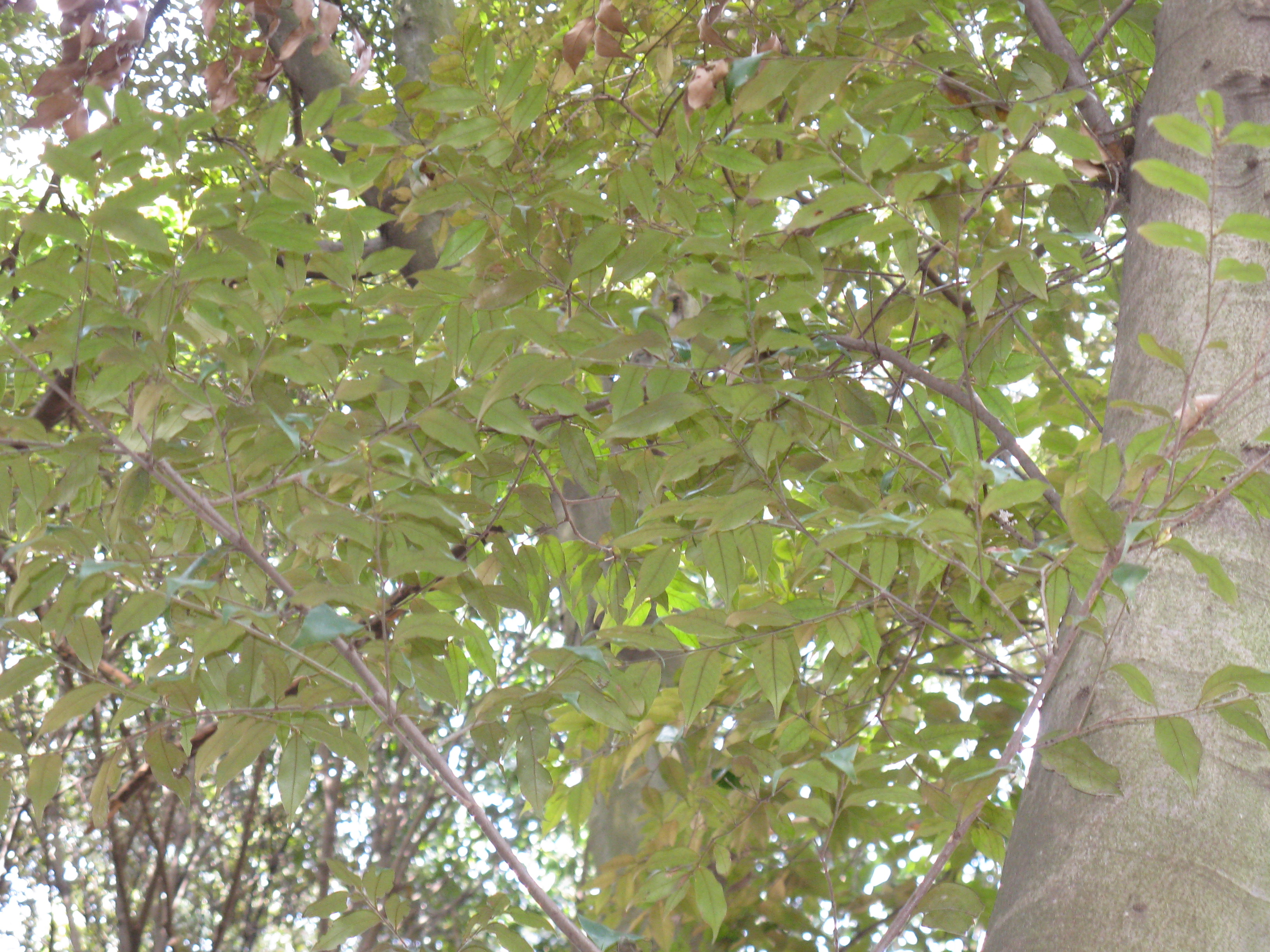
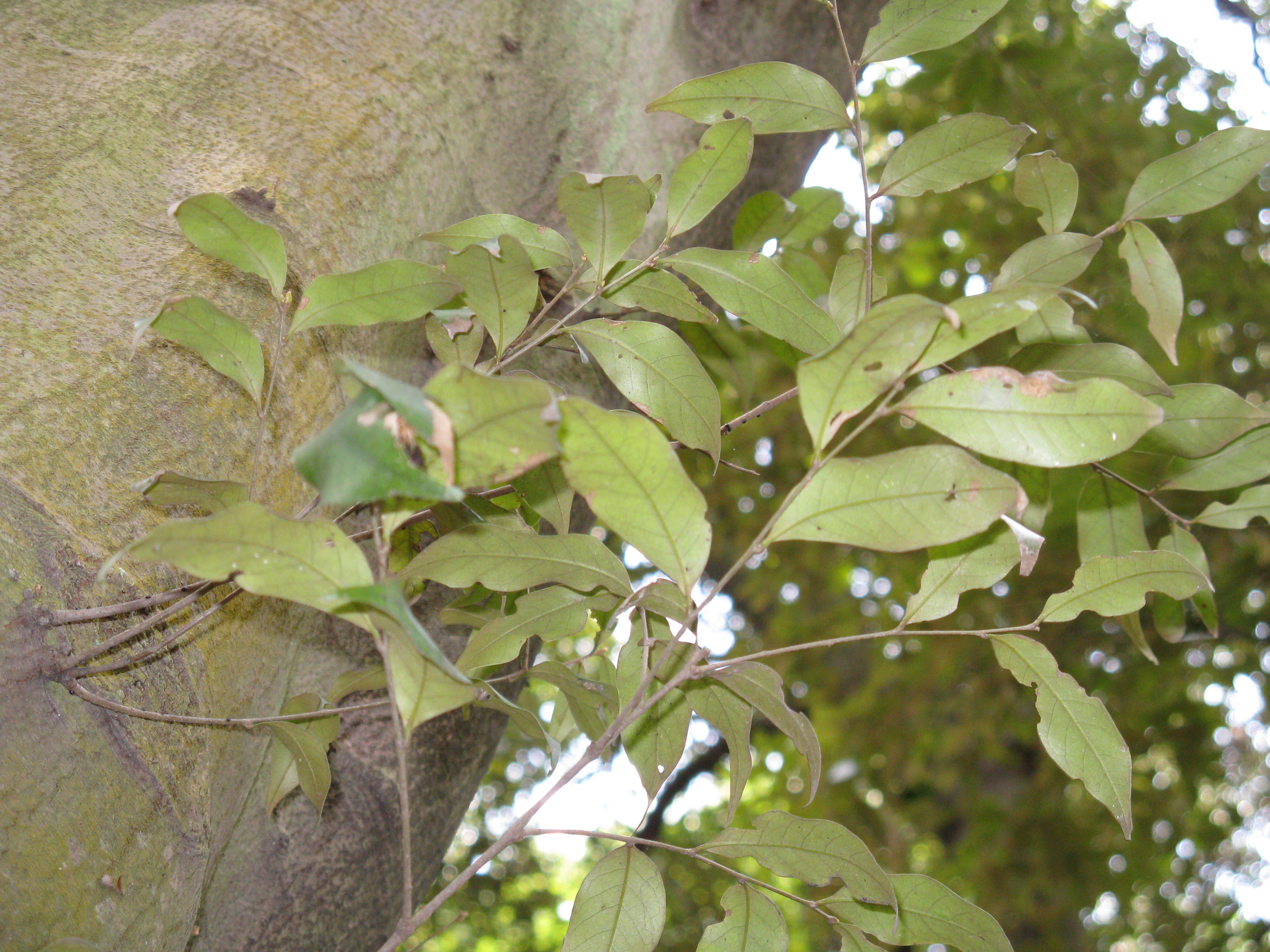
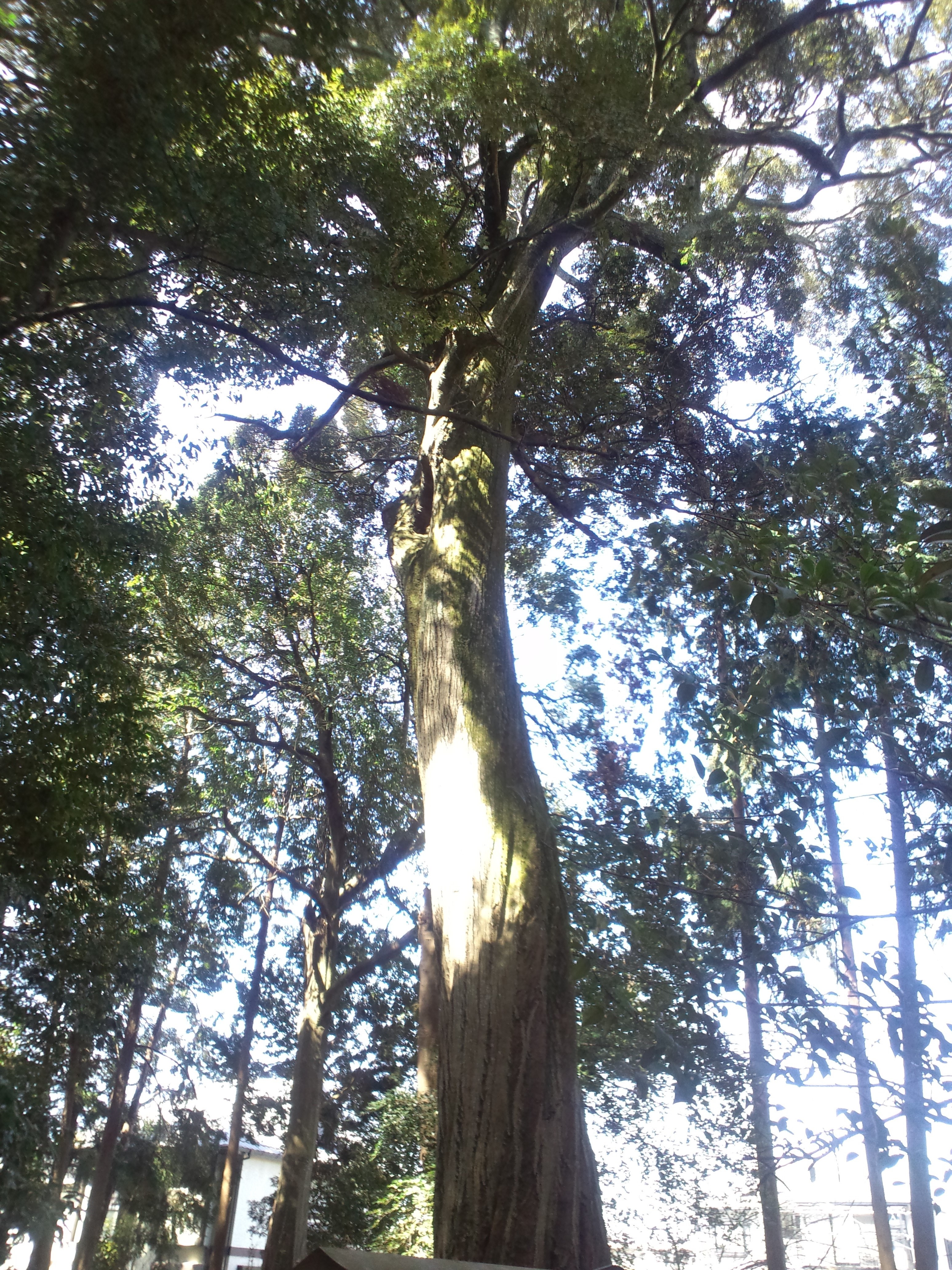
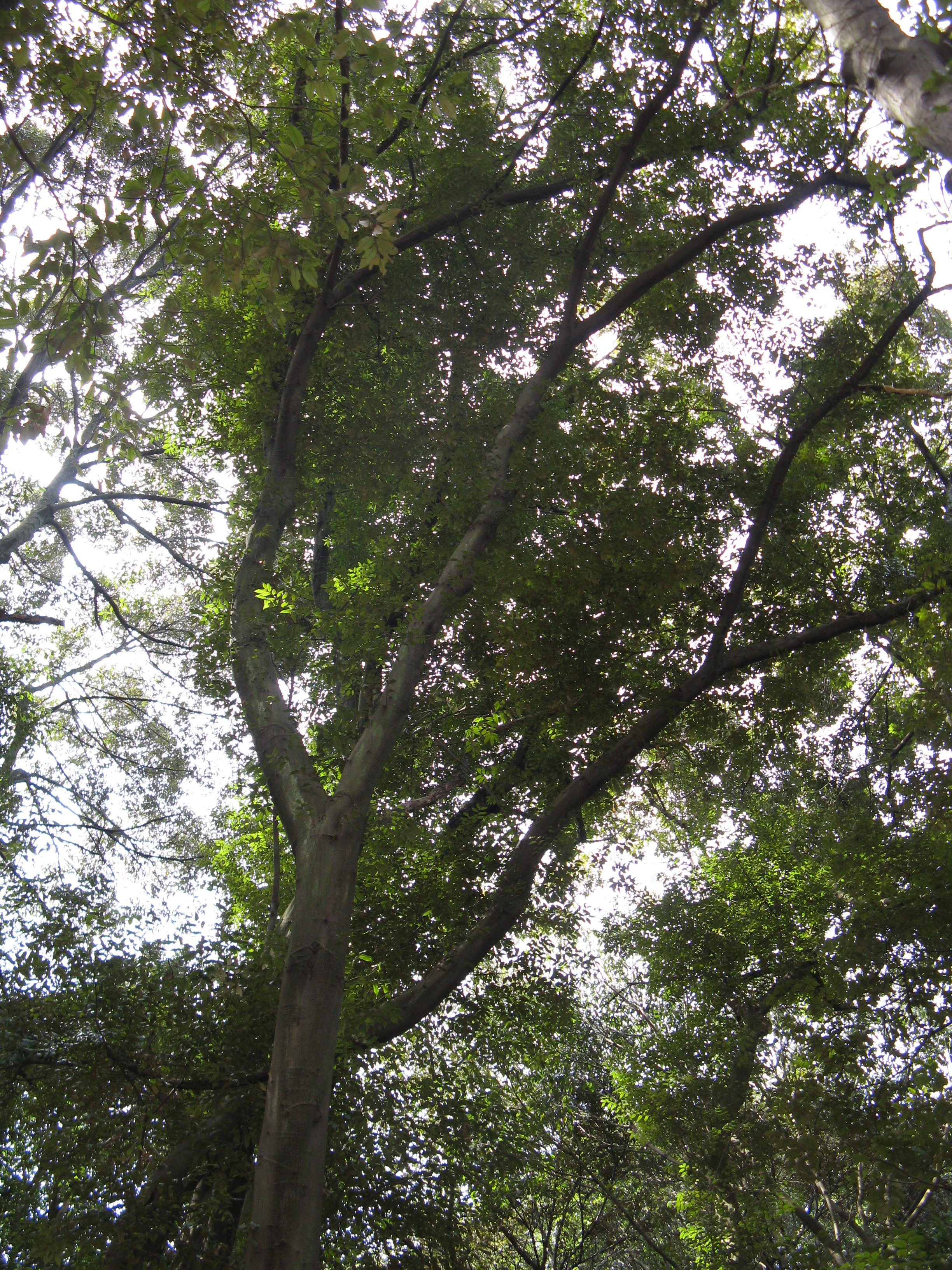
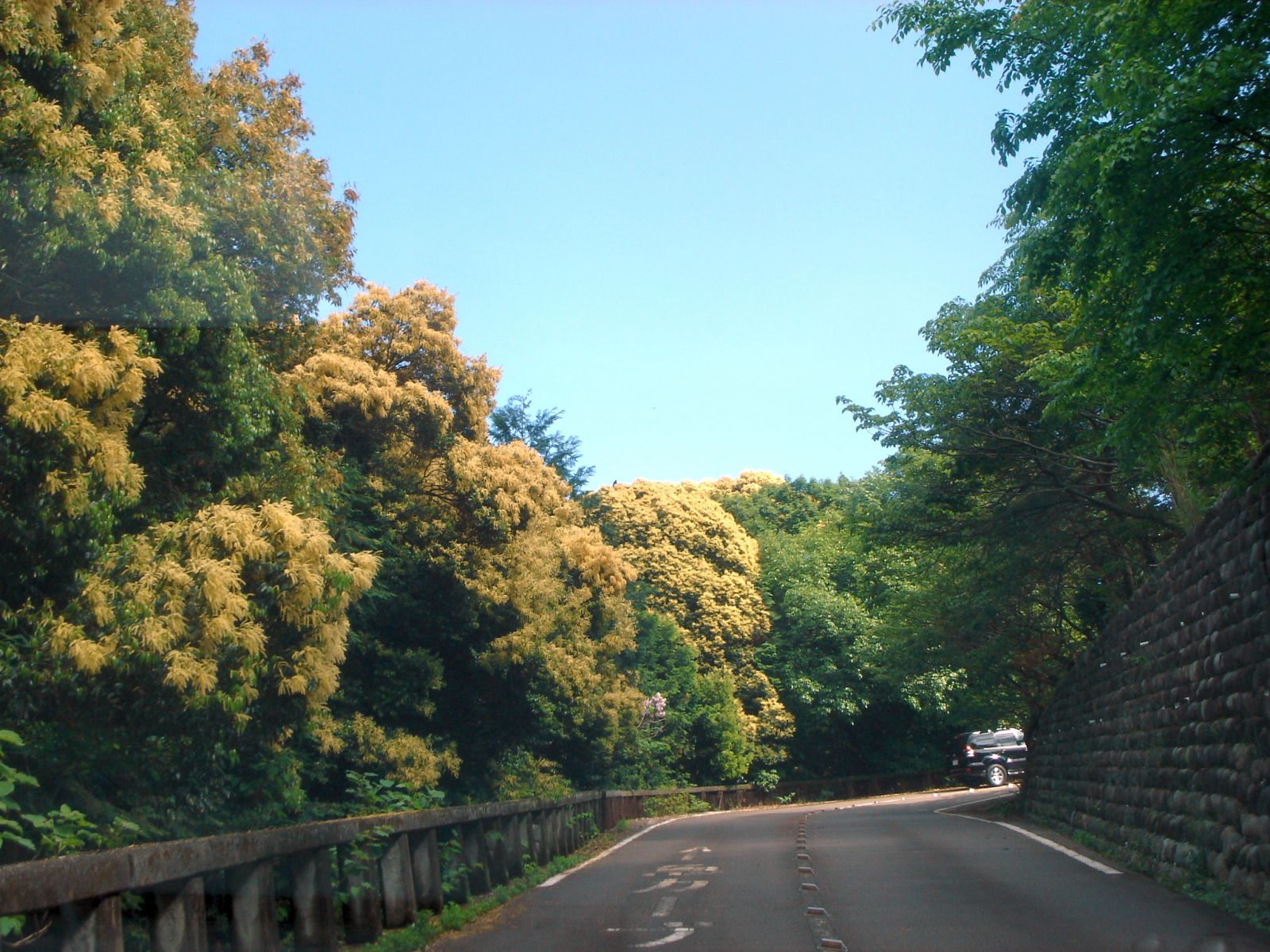